# Liu Xuan (imperador)
Liu Xuan, também conhecido como Gengshi de Han, ch. 漢更始帝, py. gèng shĭ dì, wg. Keng-Shih-ti (morto em 25) foi um imperador chinês pertencente à dinastia Han e, posteriormente, à dinastia Xin.